# Kurt Olsson
Kurt Olsson, ibland även kallad Kurtan, var en fiktiv figur skapad och spelad av Lasse Brandeby. Figuren känns lätt igen på sin karaktäristiskt rutiga kavaj och egendomliga frisyr.

## Karriär

### Radio
Rollfiguren Kurt Olsson började sitt liv i lokalradiostationen Radio Sjuhärad 1979. Kurt Olsson var då en självupptagen lyssnare som ringde in till programmet och beklagade sig över en massa konstiga problem. När lyssnarna förstod att det var skådespeleri blev han mycket populär och fortsatte som "reporter" för Radio Göteborg, bland annat i programmet Helt Frankt med Kurt (programledare Frank Gunnarsson).

### TV
År 1987 dök Kurt Olsson för första gången upp i TV-rutan när Brandeby fick göra TV-programmet Kurt Olssons television. Rollfiguren Kurt Olsson utmärker sig i programmet bland annat genom att försöka ge tekniska förklaringar för hur avancerade apparater eller tekniska förlopp fungerar. I själva verket är han inte kapabel till att förklara någonting på ett begripligt sätt och han överger slutligen alltid sina försök.
I programmet uppträdde bland annat Kurt och sjöng gamla Siw Malmkvist-låtar, bland annat "Flickor bak i bilen". Han uppträder tillsammans med en damorkester där Gudrun (Anki Rahlskog), som spelar triangel, hade en speciell roll och Kurt blev förälskad i henne. En annan viktig person som såg till att ingenting fungerade på ett förväntat sätt var studiomannen Arne Nyström, spelad av Hans Wiktorsson. År 1997 fick TV-publiken veta mer om Kurts privatliv i komediserien Hemma hos Olssons. Serien handlade om Kurts familj och hans förhållande till sin fru Gun och hans tvillingdöttrar som han envisas med att kalla Teresian och Angelikan.
Hösten 2011 medverkade Kurt Olsson som gåtmannen i tornet i Fångarna på fortets trettonde säsong. Detta blev Kurt Olssons sista offentliga framträdande eftersom Brandeby insjuknade en kort tid efteråt och avled efter en tids sjukdom den 20 november 2011.
Den 9 november 2011 släpptes både Kurt Olssons television och Sommartelevison för första gången på DVD.

### Film
År 1990 gjordes en långfilm om Kurt Olsson, Kurt Olsson – filmen om mitt liv som mig själv, där Lasse Brandeby spelade både Kurt Olsson och dennes argsinte far. I filmen får man se hur en envis Kurt redan som bäbis vägrar komma ut ur sin mammas mage, hans uppväxt med föräldrarna i Majorna, hur han träffar Arne redan i skolan, gör lumpen på Lv6 i Kviberg, snurrar till det som trafikpolis vid högertrafikomläggningen, lägger sig i skeppskonstruktionsarbetet på Götaverken och gifter sig med Gun, spelad av Ulla Skoog. Filmen regisserades av Håkan Wennberg.

## Damorkestern
Följande musiker/skådespelare syntes och hördes i Kurt Olssons damorkester. Namnen är hämtade från den sommarturné som genomfördes 1990:
- ”Gudrun” Anki Rahlskog (triangel)
- Elisabet Engdahl (kapellmästare, piano)
- Sara Edvardson (bas)
- Vanja Holm (trummor)
- Helena Östblom (slagverk)
- Mia Samuelsson (trumpet)
- Malin Silbo (trumpet)
- Karin Johansson (trombon)
- Helena Kaij (altsaxofon, klarinett)
- Gunnel Samuelsson (tenorsaxofon)
- Cecilia Wennerström (flöjt, barytonsaxofon)
- Barbro Lindkvist (gitarr)

Damorkestern bestod av samma deltagare i TV-produktionen Fådda Blommor från 1988 med undantaget att elgitarren istället spelades av Bengt ”Bengan” Blomgren i rollen som Ingrid.

## Kurt Olsson i media

### TV
- Kurt Olssons television (1987)
- Fådda blommor (1988)
- Kurt Olssons sommartelevision (1989)
- Kurt Olssons julkalender (1990, julkalender)
- Hemma hos Olssons (1997)
- Fångarna på fortet (2011/2012)

### Filmer
- 1990 - Kurt Olsson – filmen om mitt liv som mig själv

### Skivor
- Kurt Olssons största hitar (1987)[4]

### Kassettband
- Kurt Olsson Bästa - Från radio Göteborgs-Sjuhärads programserie
- "Helt Frankt med Kurt" 1982-1983

### CD
- Kurt Olsson - Himla många hits (2012, samlingsalbum)
- Julkurt med Damorkestern (1990)

### DVD
- Kurt Olssons television (2011)
- Sommartelevison (2011)

## Den tecknade serien
Kurt Olsson fanns även som serietidningsfigur i Kurt Olssons tidning som gavs ut med fem nummer och ett julalbum under åren 1991–1992. Serien skrevs av David Nessle, Anders Eklund och Bengt Sahlberg, och tecknades av Peter Snejbjerg, Henrik Rehr och Lars Horneman.
Serien publicerades även som ensidesavsnitt i kvällstidningen iDag.